# Narcisse Chaillou
Pour les articles homonymes, voir Chaillou.
Narcisse Chaillou, né le 12 mars 1835 à Nantes et mort le 16 octobre 1916 à Pontivy, est un peintre français.

## Biographie
François Narcisse Chaillou est un peintre connu pour ses scènes de genre. Il s'installe à Paris en 1880 et devient élève de Léon Bonnat, Ernest Hébert et Jean-Baptiste-Camille Corot. Le peintre s'installe ensuite en Bretagne à partir de 1880. Narcisse Chaillou a notamment vécu à Baud (où il avait un atelier de peinture), Rennes et Pontivy. Le peintre a souvent exposés dans les salons parisiens, notamment au Salon de Paris et au Salon des artistes français.
Narcisse Chaillou a peint de nombreux portraits et paysages, notamment des scènes de la vie parisienne pendant la guerre de 1870. Il exposa au Salon de 1872 une toile peinte pendant le siège de Paris en 1870 : Un marchand de rats, souvenir du siège de Paris, dit aussi Le Dépeceur de rats, toile conservée au musée d'Art et d'Histoire de Saint-Denis. Les tableaux de Narcisse Chaillou témoignagent de la vie des parisiens et des bretons au tournant des XIXe et XXe siècles.
Ses œuvres sont aussi conservées dans plusieurs autres collections publiques, dont celles de Rennes, Nantes, Morlaix et Vitré. L'artiste a légué 43 tableaux à la Ville de Pontivy.

## Œuvres

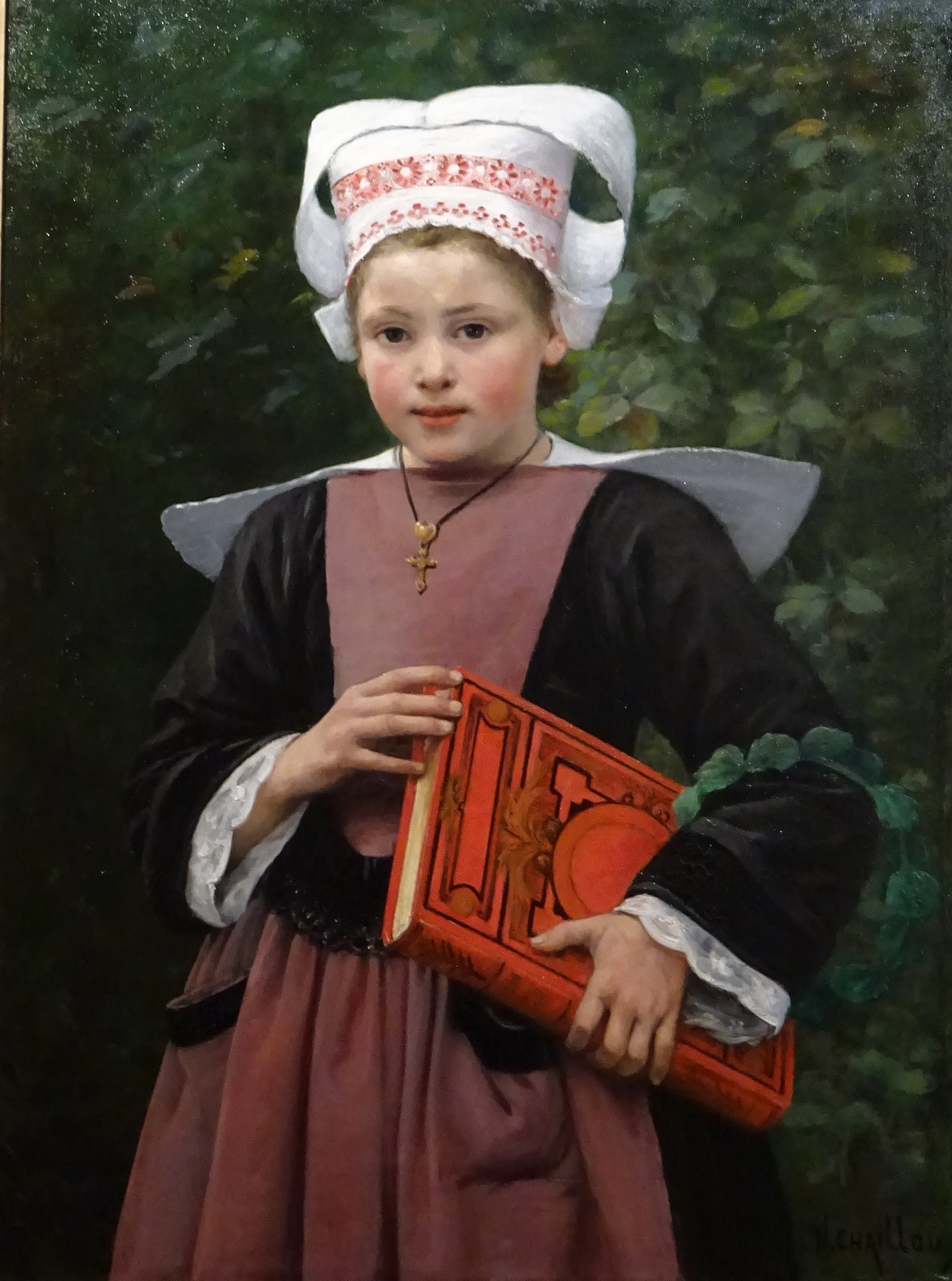
Narcisse Chaillou ː Le prix d'honneur (avant 1894, huile sur toile, Musée de Vitré).

- Le Dépeceur de rats, 1870, 50 × 65, musée d'Art et d'Histoire de Saint-Denis, Narcisse Chaillou a peint plusieurs versions de ce tableau. Les autres se trouvent au musée Carnavalet à Paris et au musée Sheffield au Royaume-Uni[5].
- La Paix républicaine ou Les Beaux-Arts soutenant la République[6].
- Au pardon de Notre-Dame de la Clarté[7].
- Bretons à la porte de l’église pendant l’office[8].
- C'est trop chaud[9].
- Fontaine en Basse Bretagne[10].
- Le Prix d'honneur[11].
- Portait de Lucien Decombe, conservateur du musée archéologique de Rennes de 1879 à 1905[12].
- Portrait de ma nourrice[13].
- Portrait de Mme Decombe[14].

Œuvres de Narcisse Chaillou
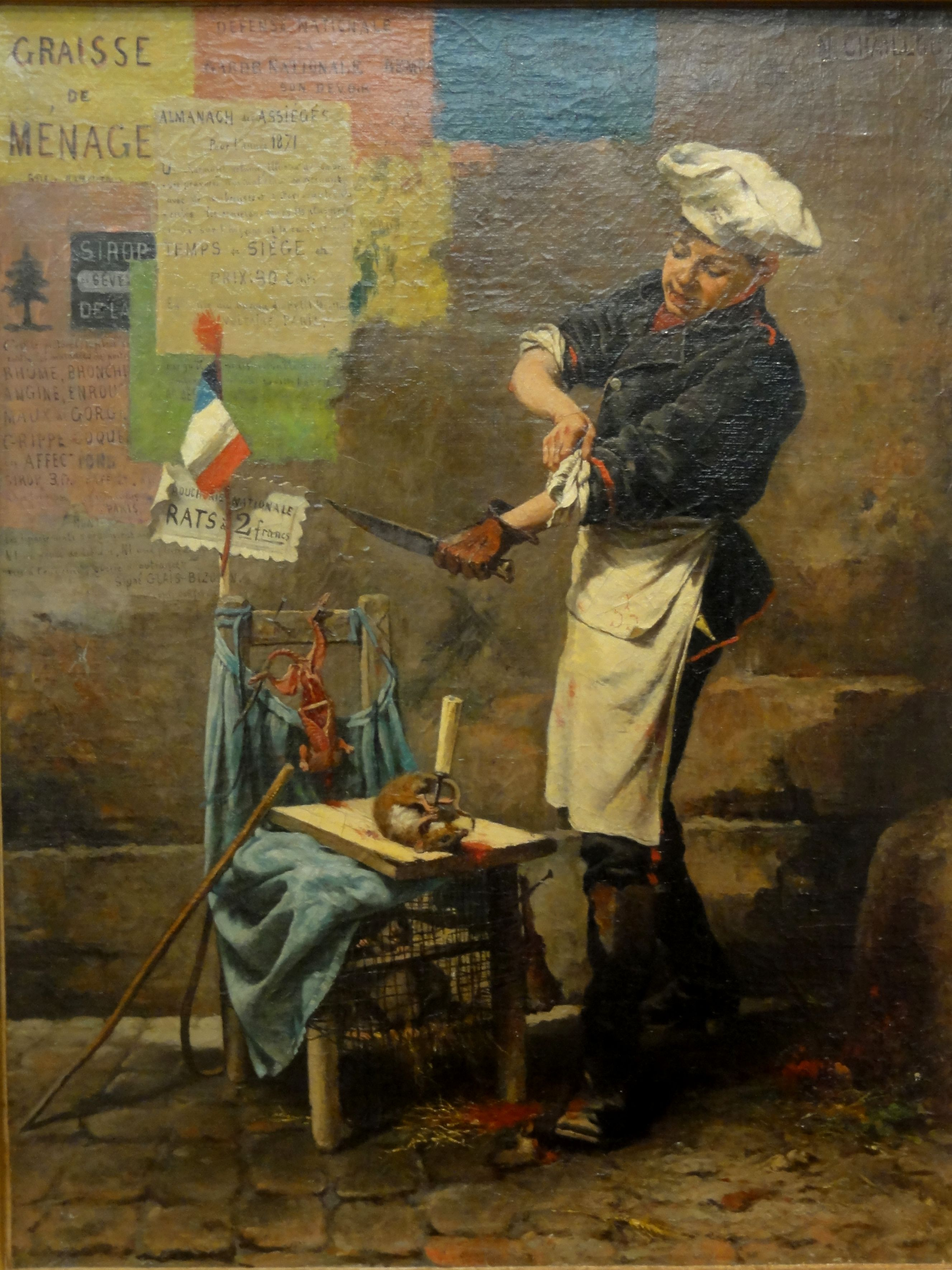
Le Dépeceur de rats, 1870,  musée d'Art et d'Histoire de Saint-Denis.
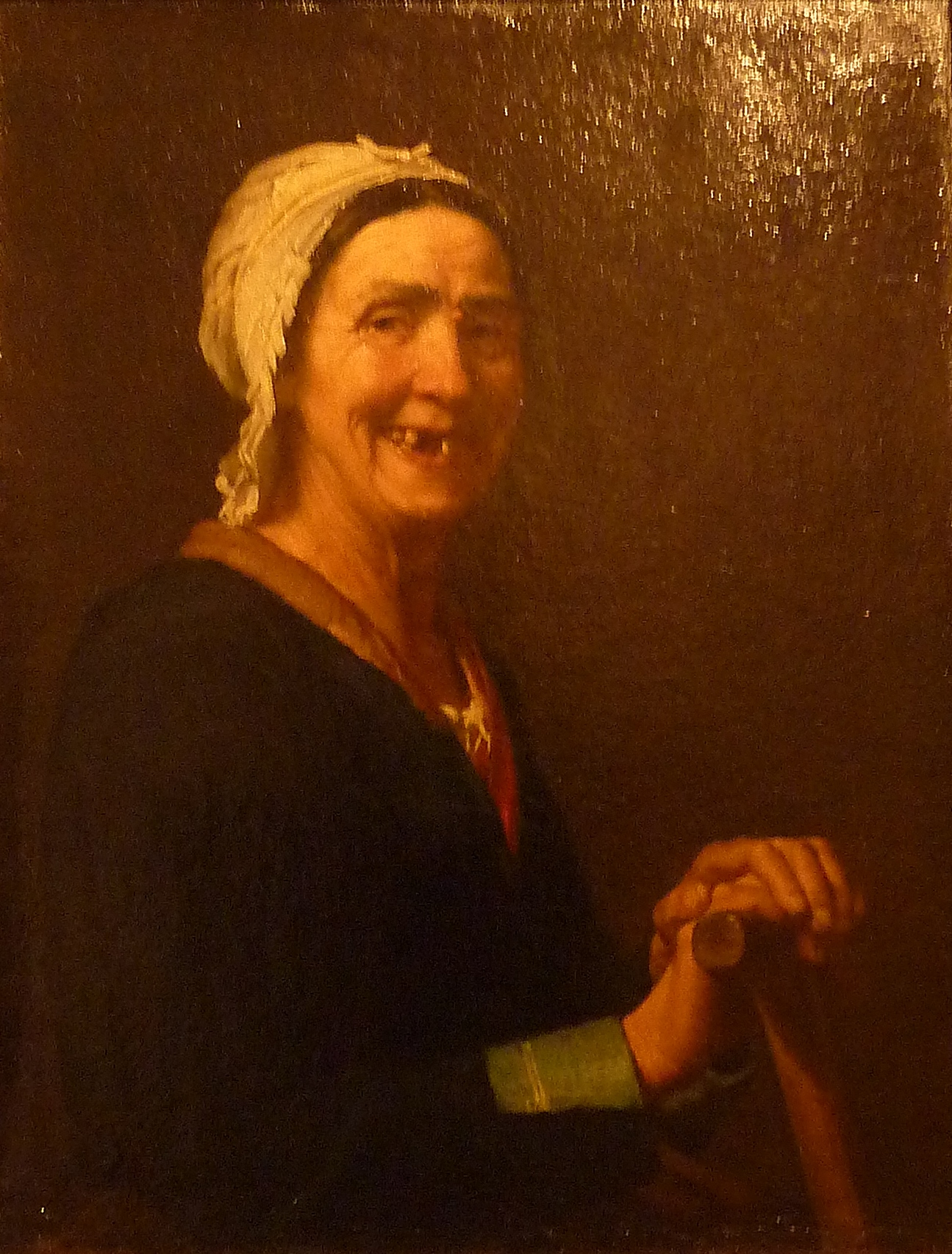
Portrait de ma nourrice, vers 1882, huile sur toile, musée des Beaux-Arts de Rennes.
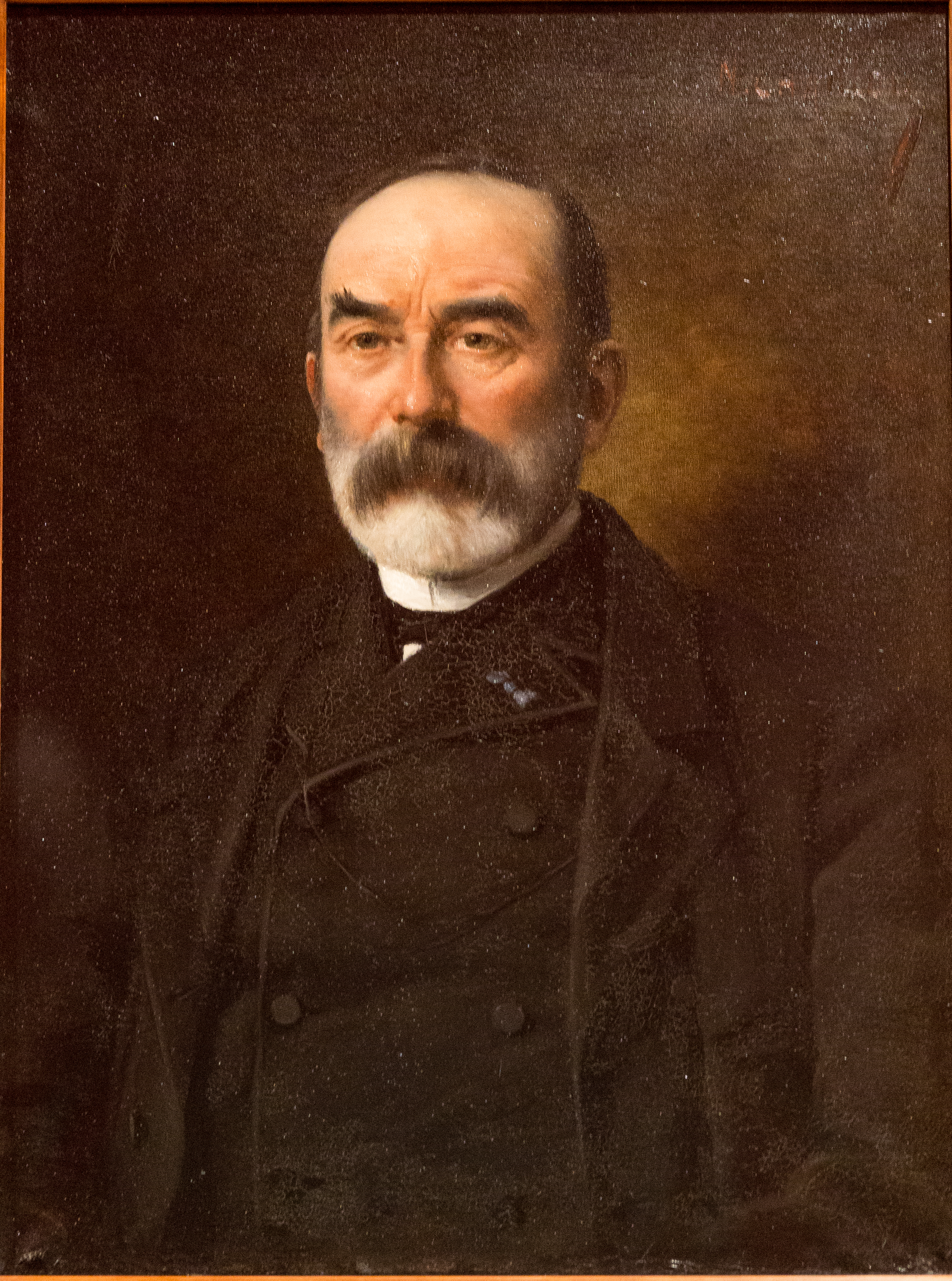
Portrait de Lucien Decombe, vers 1900, huile sur toile, musée des Beaux-Arts de Rennes.